# Палекастро
Палекастро (на гръцки: Παλαίκαστρο) е село в крайната източна част на остров Крит, Гърция. Името си получава по време на венецианското владичество на острова, когато на съседния хълм източно от селото е изградена крепост (на италиански: Castello,; на гръцки: Καστρί). Османският пътешественик Евлия Челеби я посещава през 1668 г. и записва, че още тогава тя е разрушена. Днес от нея е останало много малко, тъй като в следващите столетия населението използва камъните от крепостта за изграждане на жилищни сгради.
Този район е населен още от древни времена. Недалеч северно от Палекастро се е намирал крайбрежният град Итанос, днес част от него под морското равнище, който през минойската цивилизация е голям търговски център. Руините му са отворени за туристически посещения.
Останките от друго важно селище от тази епоха, Русолакос, на повече от 2000 години, също могат да се видят съвсем близо до Палекастро.
Населението през 2011 г. е 953 жители Основният им поминък е земеделието, като се отглеждат предимно грозде и маслини. Допълнителни приходи носят риболовът и туризмът, който все още тук не е масов.